# Paracarsidara gigantea
Paracarsidara gigantea är en insektsart som först beskrevs av Crawford 1911.  Paracarsidara gigantea ingår i släktet Paracarsidara och familjen Carsidaridae. Inga underarter finns listade i Catalogue of Life.